# うずらっぱ
うずらっぱは、有限会社Beepaの朗読CDレーベル。一般に浸透している文学作品をプロの声優に朗読してもらい、その魅力を発見・味わおうというコンセプトに基づいて2005年に立ち上げられた。前提として初回生産分のみで追加制作なしの限定形式とされていたが、第1弾の「雨月物語 〜菊花の約〜」の再発が2007年6月に決定された。

## 朗読CD一覧
- 2005年11月 「雨月物語 〜菊花の約〜」 読み手：石田彰
【トラックタイトル】 1.「序章」 2.「冥加の邂」 3.「菊花の約」 4.「幽明の刻」 5.「愁嘆の途」 6.「寒月」
- 2006年07月 「山月記」 読み手：三木眞一郎、小西克幸
※ エンディングには特別挿話が追加されている。
【トラックタイトル】 1.「序章」 2.「邂逅」 3.「告白」 4.「変化」 5.「哀別」 6.「残月」
- 2007年04月 「星の王子さま」 読み手：保志総一朗、諏訪部順一
【トラックタイトル】
disc 1 ： 1.「プロローグ」 2.「羊」 3.「花」 4.「星」
disc 2 ： 5.「地球」 6.「キツネ」 7.「僕」 8.「エピローグ」